# Territoriale prelatuur Santa Lucia del Mela

Keizer Frederik II, koning van Sicilië

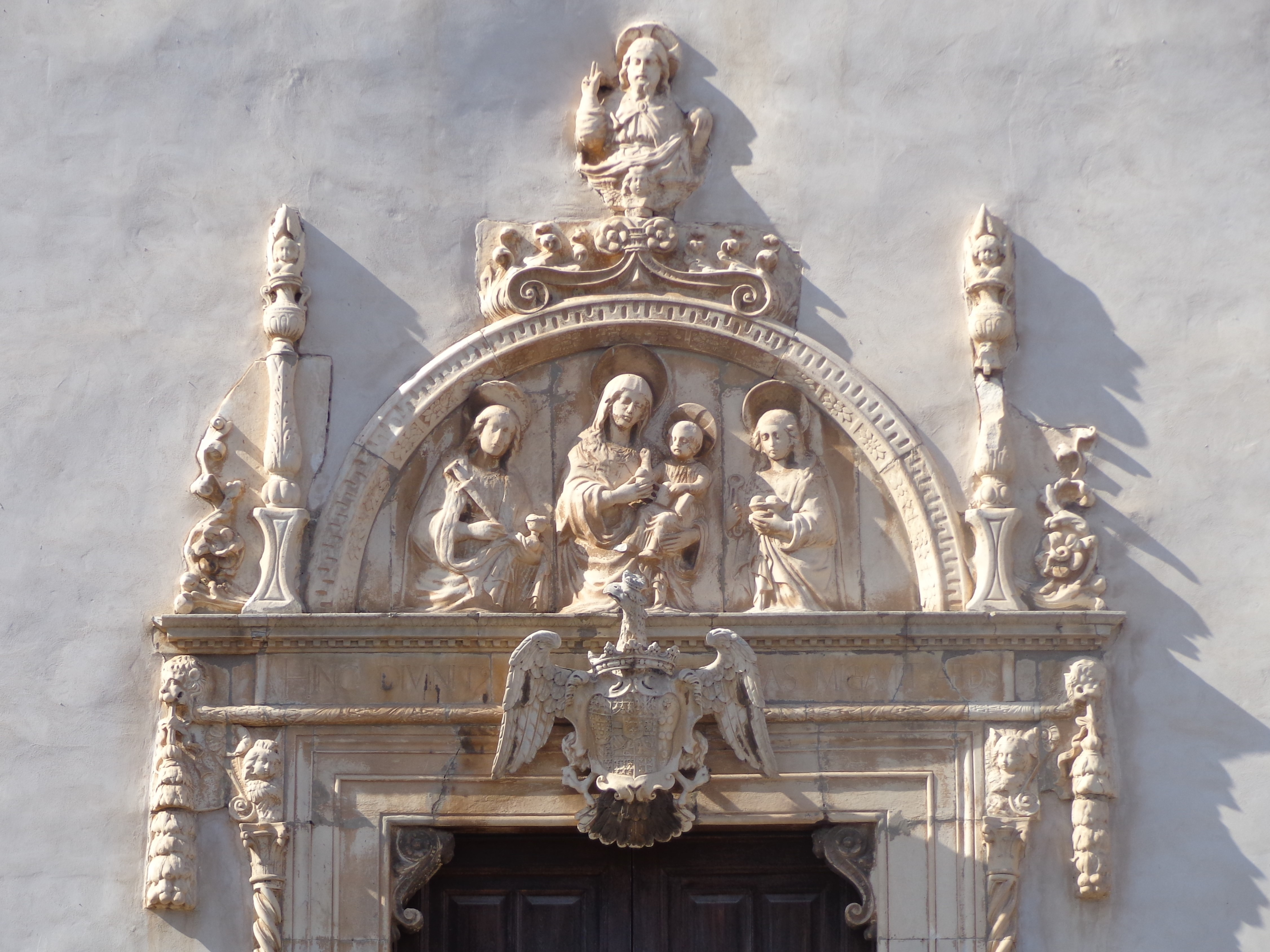
Ingang Santa Maria Assunta cokathedraal met keizerlijke adelaar

De Territoriale prelatuur Santa Lucia del Mela was een Rooms-katholiek territorium op het Italiaans eiland Sicilië en werd bestuurd door een prelaat van 1206 tot 1986. In totaal hebben 67 territoriale prelaten het kerkelijk bestuur uitgeoefend over deze territoriale entiteit. De naam in het Latijn was Praelatura Territorialis Sanctae Luciae.
Het was in de Roomse kerkgeschiedenis de eerste prelatuur nullius of prelatuur zonder bisschoppelijke autoriteit (nullius), wat betekende dat de prelatuur rechtstreeks afhing van de paus.
Grosso modo kwam het grondgebied overeen met de gemeentegrenzen van Santa Lucia del Mela op enkele boerderijen na. Het was in feite een mini-bisdom op Sicilië dat los stond van de Siciliaanse bisschoppen. De bisschoppelijke kathedraal was de Santa Maria Assunta, de hoofdkerk van de gemeente.

## Historiek

### Voor 1206
In 1094 was er voor het eerst sprake van een kerkje in Santa Lucia del Mela, toegewijd aan de heilige Lucia van Syracuse. Het kerkje met omliggende landbouwgronden en hoeves kwam gelijktijdig in het bezit van twee eigenaars: de abdij Santissimo Salvatore in Patti en de benedictijnenabdij San Bartolomeo in Lipari, op de Eolische Eilanden voor de kust. Toen het bisdom Lipari-Patti werd opgericht in 1131 kwam de Santa Luciakerk en omgeving terecht in het nieuwe bisdom, en dit tot 1206.

### Van 1206 tot 1986
Keizer Frederik II van het Heilige Roomse Rijk en tevens koning van Sicilië vond het aangenaam verblijven in Santa Lucia del Mela. Hij verleende aan het dorp de titel ‘urbs delicae nostrae’ ofwel ‘de stad van onze geneugte’. Hij sprak over de stad ook als ‘deliziosa e fedele città’ ofwel ‘verrukkelijke en getrouwe stad’. Frederik II maakte gebruik van de lege bisschopstroon in 1206, na de dood van Stefanus, bisschop van Lipari-Patti, om Santa Lucia del Mela los te rukken van het bisschoppelijk gezag. Frederik II beroemde zich op het privilegie dat paus Urbanus II in 1098 ter gelegenheid van de Eerste Kruistocht had verleend aan zijn voorouder koning Rogier I van Sicilië. Deze privilegies lieten toe aan de vorsten van Sicilië een eigen kerkenpolitiek te voeren naar hun goeddunken, de zogenaamde Monarchia Sicula. Zo werd Santa Lucia del Mela een territoriale prelatuur. 
De opperste hofkapelaan van Frederik II werd er de eerste prelaat: Gregorio Mostaccio (1206). Hiermee was de hofkapelaan in de buurt van de keizerlijke verblijfplaats in de burcht van Santa Lucia del Mela.
Na de oprichting van de territoriale prelatuur Santa Lucia del Mela volgden nog andere, onder meer Altamura (1248) en Pompei (1926).
Vanaf 1458 nam de opperste kapelaan van het koninklijk hof de titel aan van abt van Santa Lucia del Mela. In 1583 besliste Francesco del Pozzo, koninklijk inspecteur, dat de abt verplicht was te wonen in Santa Lucia del Mela. De prelaat Simone Rao e Grimaldi (1602-1616) was de eerste prelaat die de bisschoppelijke mijter en zegelring mocht dragen. 
Antonio Franco, prelaat in de jaren 1617-1626, introduceerde voor het eerst een diocesane synode van alle priesters van Santa Lucia del Mela. Deze priesters vormden midden de 18e eeuw een bisschoppelijk kapittel. Het kapittel ontving van prelaat Marcello Moscella (1736-1760) dezelfde privilegies als het kathedraalkapittel van het aartsbisdom Messina. Het ging om fiscale inkomsten uit de boerderijen. Bovendien kreeg het kapittel de bevoegdheid de nieuwe prelaat te verkiezen, weliswaar nog steeds uit de hofkapelaans van de koning, waarna hun keuze werd bekrachtigd door de paus. De prelatuurskathedraal werd de Santa Maria Assunta, toegewijd aan Maria-Tenhemelopneming. Prelaat Moscella kreeg er een marmeren praalgraf.
In 1700 werd het priesterseminarie opgericht, zodat priesters niet meer in de lering moesten in Messina. In 1768 was Scipione Ardoino Alcontres de eerste die in titel bisschop werd. Zowel bij hem als na hem schonk de paus de prelaat van Santa Lucia del Mela een bisschopstitel van een verdwenen bisdom.
In de loop van de 18e eeuw ontstonden er heftige disputen tussen de prelaat van Santa Lucia del Mela en de aartsbisschop van Messina over de landbouwgronden.
In 1788 werd voor het eerst een lagere school opgericht. Het was de eerste school voor schoolkinderen op Sicilië. Dit was de verdienste van prelaat Carlo Santacolomba (1780-1801), die meer dan twintig jaar bestuurde ten tijde van de Franse revolutionaire en napoleontische oorlogen.
Na het Congres van Wenen (1815) werd het Huis Bourbon hersteld in zijn rechten over het koninkrijk Sicilië en koninkrijk Napels. Elke relatie tussen de hofkapelaan van de vorst en de prelatuur werd verbroken. De prelatuur stond op haar eigen. In de 19e eeuw werd om deze reden soms geen prelaat verkozen. Het koninklijk hof liet Santa Lucia del Mela links liggen.

### Na 1986
In de jaren 1970 slaagde Ignazio Cannavò (1921-2015) erin verschillende bisschopstronen te verwerven: het aartsbisdom Messina met Archimandritaat San Salvatore, het bisdom van de Eilanden Lipari en de prelatuur Santa Lucia del Mela. Cannavò was de laatste prelaat van het afzonderlijk territorium Santa Lucia del Mela; hij werd in 1986 de eerste aartsbisschop van het verenigde aartsbisdom Messina-Lipari-Santa Lucia del Mela. Dit aartsbisdom bleef verder bestaan als een territorium. 
De Santa Maria Assunta werd in 1986 een cokathedraal van het aartsbisdom.

## Enkele van de 67 territoriale prelaten
- Eerste prelaat: Gregorio Mostaccio, opperste hofkapelaan op Sicilië van keizer Frederik II, 13e eeuw
- Simone Rao e Grimaldi, 17e eeuw
- Antonio Franco, 17e eeuw
- Marcello Moscella, 18e eeuw
- Scipione Ardoino Alcontres, edelman, 18e eeuw
- Carlo Santacolomba, 18e-19e eeuw
- Ignazio Papardo del Parco, edelman, 19e eeuw
- Paolo Maria Mondìo, 19e eeuw
- Francesco Ricceri, 20e eeuw
- Laatste prelaat: Ignazio Cannavò, 20e eeuw